# SuperHeavy (album)
SuperHeavy è l'album di debutto del supergruppo rock SuperHeavy. L'album è stato registrato presso il Jim Henson Studios a Los Angeles ed è stato pubblicato nel settembre 2011 dalla A&M Records.

## Tracce
1. SuperHeavy – 5:05
2. Unbelievable – 3:50
3. Miracle Worker – 4:09
4. Energy – 3:42
5. Satyameva Jayathe – 4:07
6. One Day One Night – 4:37
7. Never Gonna Change – 4:23
8. Beautiful People – 5:00
9. Rock Me Gently – 6:00
10. I Can't Take It No More – 3:21
11. I Don't Mind – 4:59
12. World Keeps Turning – 3:43

Deluxe edition bonus tracks
1. Mahiya - 3:26
2. Warring People - 5:05
3. Common Ground - 3:43
4. Hey Captain - 3:33
5. Miracle Worker (Ashley Beedle's Warbox Remix) - 5:30

Japanese deluxe edition bonus track
1. Never Gonna Change (Acoustic)

## Classifiche
| Classifica (2011)               | Posizione più alta |
| ------------------------------- | ------------------ |
| Australian Albums Chart         | 72                 |
| Austrian Albums Chart           | 1                  |
| Belgian Albums Chart (Flanders) | 14                 |
| Belgian Albums Chart (Wallonia) | 10                 |
| Canada                          | 32                 |
| Czech Albums Chart              | 38                 |
| Danish Albums Chart             | 9                  |
| Dutch Albums Chart              | 1                  |
| French Albums Chart             | 4                  |
| German Albums Chart             | 2                  |
| Greek Albums Chart              | 1                  |
| Italian Albums Chart            | 15                 |
| Japanese Albums Chart           | 16                 |
| Mexican Albums Chart            | 93                 |
| New Zealand Albums Chart        | 12                 |
| Norwegian Albums Chart          | 17                 |
| Polish Albums Chart             | 11                 |
| Portuguese Albums Chart         | 12                 |
| Slovenian Albums Chart          | 18                 |
| Spanish Albums Chart            | 14                 |
| Swedish Albums Chart            | 34                 |
| Swiss Albums Chart              | 2                  |
| Official Albums Chart           | 13                 |
| US Billboard 200                | 26                 |
| US Rock Albums                  | 8                  |